# JoJo (album)
JoJo è l'album di debutto della cantante pop-R&B americana JoJo, pubblicato negli Stati Uniti il 22 giugno 2004 delle etichette discografiche Da Family Entertainment e Blackground Records. 

## Descrizione
Album eponimo di debutto della giovanissima JoJo, il disco gode di un buon riscontro nei mercati discografici internazionali, piazzandosi al 4º posto della Billboard 200. Quest'album contiene i singoli Leave (Get Out), Baby It's You e Not That Kinda Girl. 

### Riedizione del 2018
L'album (insieme al successivo e a due altri singoli) è stato ripubblicato nel dicembre del 2018 dalla Clover Music, contenente 14 tracce originali e riregistrate per l'occasione. Tale decisione è dovuta alla rimozione di tutta la musica originale di JoJo pubblicata sotto la Blackground Records dalle piattaforme di streaming e vendita digitale. La Blackground, infatti, possiede le licenze master delle registrazioni originali e ha il controllo sulla loro pubblicazione.

## Tracce
1. Butterflies (Anonimo)
2. Breezy (K. Holland, B. Muhammad, S. Jordan, Jr., T. Bell, R. Chambers, K. Gamble)
3. Baby It's You (H. Mason, Jr., D. Thomas, E. Dawkins, A. Dixon)
4. Not That Kinda Girl (N. Dinkins, B. Cola Pietro, B. Muhammad, S. Jordan, Jr.)
5. The Happy Song (M. City)
6. Homeboy (R. Harrell, B. Muhammad, S. Jordan, Jr., V. Herbert, R. Adams, M. Barkan)
7. City Lights (R. Burrell, V. Herbert, S. Garrett)
8. Leave (Get Out) (Soulshock, K. Karlin, A. Cantrell, P. "Silky" White)
9. Use My Shoulder (R. Burrell, S. Garrett, D. Conley, B. Jackson, E. Townsend)
10. Never Say Good Bye (H. Mason, Jr., D. Thomas, E. Dawkins, A. Dixon)
11. Weak (Cover) (B. Morgan)
12. Keep On Keepin' On (J. Levesque [Jojo])
13. Sunshine (V. Herbert, J. Levesque [Jojo], T. Saunders)
14. Yes Or No (V. Herbert, J. Levesque [Jojo], T. Saunders, R. Burrell)
15. Fairy Tales (V. Herbert, T. Saunders, N. Kendall)
16. Back And Forth (V. Herbert, T. Saunders, B. Reeves)

JoJo (2018) – Edizione 2018
1. Breezy (2018) – 3:15
2. Baby It's You (2018) – 3:11
3. Not That Kinda Girl (2018) – 3:27
4. The Happy Song (2018) – 3:59
5. Homeboy (2018) – 3:35
6. City Lights (2018) – 4:54
7. Leave (Get Out) (2018) – 4:02
8. Use My Shoulder (2018) – 3:43
9. Never Say Good Bye (2018) – 3:51
10. Weak (2018) – 4:50
11. Keep On Keepin' On (2018) – 3:00
12. Sunshine (2018) – 3:07
13. Yes Or No (2018) – 3:14
14. Fairy Tales (2018) – 3:45

## Classifiche

### Classifiche settimanali
| Classifica (2004-05) | Posizione massima |
| -------------------- | ----------------- |
| Australia            | 86                |
| Canada               | 23                |
| Francia              | 62                |
| Germania             | 54                |
| Giappone             | 30                |
| Irlanda              | 70                |
| Italia               | 44                |
| Nuova Zelanda        | 36                |
| Portogallo           | 30                |
| Regno Unito          | 22                |
| Stati Uniti          | 4                 |
| Svizzera             | 30                |

### Classifiche di fine anno
| Classifica (2004) | Posizione |
| ----------------- | --------- |
| Regno Unito       | 92        |
| Stati Uniti       | 84        |
| Classifica (2005) | Posizione |
| Stati Uniti       | 132       |